# Centon
Centon, potocznie bigos literacki (łac. cento, gr. kentron, kento – płaszcz zszyty z kawałków materii) – utwór literacki, głównie w formie poematu, skompilowany w całości z cytatów innych utworów, najczęściej znanych i łatwo rozpoznawalnych.
Forma popularna od późnej starożytności do baroku jako rodzaj zabawy literackiej, ale również używana w literaturze chrześcijańskiej.

## Historia
W Rzymie układano centony głównie z wierszy Wergiliusza, Owidiusza i Lukana. Zachowało się epitalamium (pieśń na cześć nowożeńców) Auzoniusza, skompilowane z wierszy Wergiliusza. W regionach greckojęzycznych popularne były kentrony z wierszy Homera (homerokentron). Część z epigramatów starożytnych, zachowanych dzięki dziesięciowiecznej Antologii Palatyńskiej, miała formę centonu.
Centonu używali chrześcijanie. Od IV w. do szkół, w miejsce literatury pogańskiej, wprowadzano opowiadane wierszami starożytnych klasyków życiorysy Jezusa, np. Chrystus cierpiący przypisywany Grzegorzowi z Nazjanzu składał się z cytatów z Ajschylosa, Likofrona i Eurypidesa. Proba, przy pomocy 694 heksametrów wziętych z Wergliusza, przedstawiła biblijne stworzenie świata, grzech pierworodny, potop oraz życie Jezusa. 
Centon popularny był aż do baroku, głównie jako zabawa literacka. Odrodził się w dwudziestowiecznym kolażu literackim, stosowanym przez futurystów, dadaistów, surrealistów i przedstawicieli późniejszych kierunków awangardowych (m.in. Guillaume Apollinaire, Thomas S. Eliot, James Joyce, Julio Cortázar, Eugène Ionesco, Czesław Miłosz, Tadeusz Różewicz).